# Lessardia elongata
Lessardia elongata — вид джгутикових найпростіших. Єдиний вид у родині Lessardiaceae класу динофіцієвих (Dinophyceae) типу динофлагеллят (Dinoflagellata).

## Поширення
Вид поширений на півночі Атлантичного океану, в Середземному та Чорному морі. Типовий зразок зібрано у банці Джорджа біля східного узбережжя США. Водорость трапляється у товщі води серед планктону.